# Arthur Hill, III marchese del Downshire
Arthur Blundell Sandys Trumbull Hill, III marchese del Downshire (Londra, 8 ottobre 1788 – 12 settembre 1845), è stato un nobile e politico irlandese.

## Biografia
Era il figlio di Arthur Hill, II marchese del Downshire, e di sua moglie, Mary Sandys.

## Carriera
Nel corso della sua precoce carriera politica, Downshire era un Whig. Dopo che il governo Grey era salito al potere, ricoprì una serie di incarichi, diventando colonnello del South Down Militia il 25 marzo 1831 e portò la seconda spada all'incoronazione di Guglielmo IV l'8 settembre. È stato nominato vice tenente del Berkshire il 20 settembre e Lord luogotenente di Down il 17 ottobre.

## Matrimonio
Sposò, il 25 ottobre 1811, Lady Maria Windsor (1790-7 aprile 1855), figlia di Other Windsor, V conte di Plymouth. Ebbero cinque figli:
- Arthur Hill, IV marchese del Downshire (6 agosto 1812-6 agosto 1868);
- Lady Charlotte Augusta Hill (30 giugno 1815-24 novembre 1861), sposò George Chetwynd, ebbero quattro figli;
- Lord William Frederick Arthur Montagu Hill (10 luglio 1816-18 marzo 1844);
- Lady Mary Penelope Hill (3 settembre 1817-15 luglio 1884), sposò Alexander Hood, I visconte Bridport, ebbero dieci figli;
- Arthur Edwin Hill-Trevor, I barone Trevort (4 novembre 1819-25 dicembre 1894), sposò in prime nozze Mary Sutton, ebbero due figli, e in seconde nozze Mary Curzon, ebbero dodici figli.

## Onorificenze

### Onorificenze britanniche
| Controllo di autorità | VIAF (EN) 315694121 |